# Mort de Tyre Nichols
 (janvier 2023).
La mise en forme du texte ne suit pas les recommandations de Wikipédia : il faut le « wikifier ».
Les points d'amélioration suivants sont les cas les plus fréquents. Le détail des points à revoir est peut-être précisé sur la page de discussion.
- Les titres sont pré-formatés par le logiciel. Ils ne sont ni en capitales, ni en gras.
- Le texte ne doit pas être écrit en capitales (les noms de famille non plus), ni en gras, ni en italique, ni en « petit »…
- Le gras n'est utilisé que pour surligner le titre de l'article dans l'introduction, une seule fois.
- L'italique est rarement utilisé : mots en langue étrangère, titres d'œuvres, noms de bateaux, etc.
- Les citations ne sont pas en italique mais en corps de texte normal. Elles sont entourées par des guillemets français : « et ».
- Les listes à puces sont à éviter, des paragraphes rédigés étant largement préférés. Les tableaux sont à réserver à la présentation de données structurées (résultats, etc.).
- Les appels de note de bas de page (petits chiffres en exposant, introduits par l'outil «  Source ») sont à placer entre la fin de phrase et le point final[comme ça].
- Les liens internes (vers d'autres articles de Wikipédia) sont à choisir avec parcimonie. Créez des liens vers des articles approfondissant le sujet. Les termes génériques sans rapport avec le sujet sont à éviter, ainsi que les répétitions de liens vers un même terme.
- Les liens externes sont à placer uniquement dans une section « Liens externes », à la fin de l'article. Ces liens sont à choisir avec parcimonie suivant les règles définies. Si un lien sert de source à l'article, son insertion dans le texte est à faire par les notes de bas de page.
- La présentation des références doit suivre les conventions bibliographiques. Il est recommandé d'utiliser les modèles {{Ouvrage}}, {{Chapitre}}, {{Article}}, {{Lien web}} et/ou {{Bibliographie}}. Le mode d'édition visuel peut mettre en forme automatiquement les références.
- Insérer une infobox (cadre d'informations à droite) n'est pas obligatoire pour parachever la mise en page.

Pour une aide détaillée, merci de consulter Aide:Wikification.
Si vous pensez que ces points ont été résolus, vous pouvez retirer ce bandeau et améliorer la mise en forme d'un autre article.
Le texte peut changer fréquemment, n’est peut-être pas à jour et peut manquer de recul. 
Le titre et la description de l'acte concerné reposent sur la qualification juridique retenue lors de la rédaction de l'article et peuvent évoluer en même temps que celle-ci.
La mort de Tyre Nichols est survenue à la suite d'un contrôle routier. Le 7 janvier 2023, cinq officiers afro-américains du Memphis Police Department (en) (MPD) dans le Tennessee ont commis des violences sur Tyre Nichols, un homme afro-américain de 29 ans. Tyre Nichols a été hospitalisé dans un état critique, et est décédé trois jours plus tard, le 10 janvier 2023.  
Les agents ont prétendu avoir arrêté Tyre Nichols pour conduite dangereuse. Ils l'ont fait sortir de sa voiture et ont utilisé du gaz poivre et un taser sur lui. Au cours de l'incident, Tyre Nichols a réussi à s'échapper. Lorsque les officiers ont rattrapé Nichols, ils l'ont battu pendant environ trois minutes, lui donnant des coups de poing et de pied à la tête et le frappant dans le dos avec une matraque alors qu'il était immobilisé.
Le Tennessee Bureau of Investigation et le ministère américain de la Justice ont ouvert des enquêtes, et les cinq officiers ont été licenciés le 20 janvier 2023.
Les résultats préliminaires d'une autopsie commandée par la famille de Nichol et rendue publique le 23 janvier ont révélé « des hémorragies importantes causées par des coups violents ». Les cinq officiers ont été arrêtés le 26 janvier 2023 et accusés de meurtre, d'enlèvement, d'agression et de mauvaise conduite. Trois pompiers, deux ambulanciers et un lieutenant - qui se sont rendus sur les lieux ont été relevés de leurs fonctions puis licenciés pour ne pas avoir procédé à une évaluation adéquate du patient Tyre Nichols. Deux autres officiers de police ont également été relevés de leurs fonctions par la suite.
Le 27 janvier 2023, le MPD a publié quatre clips de la vidéo éditée du 7 janvier, montrant divers événements survenus entre 20 h 24 et 21 h 02 ; la publication de ces images de caméra corporelle de la police et des images de surveillance a été suivie de nombreuses manifestations.
En date du 7 février 2023, treize policiers au total, dont dix qui participaient au contrôle routier, ont fait l'objet de mesures disciplinaires, ont été relevés de leurs fonctions ou ont été licenciés. Un officier blanc, qui a participé au contrôle routier initial et à l'utilisation du taser mais pas au passage à tabac filmé par la suite, fait partie des six personnes qui ont été licenciées. SCORPION, l'unité de police spécialisée qui comprenait les officiers principalement impliqués dans le passage à tabac, a été dissoute.

## Protagonistes

### Tyre Nichols
Tyre Deandre Nichols,  né le 5 juin 1993 et mort le 10 janvier 2023 est un Afro-Américain de 29 ans. Il est le père d'un garçon (âgé de 4 ans en 2023). Au moment de sa mort, Tyre Nichols travaillait pour FedEx, et était un photographe avec son propre site web,. Tyre Nichols a été élevé à Sacramento, en Californie, et a déménagé à Memphis, dans le Tennessee, en 2020. 
Selon l'avocat Benjamin Crump, Tyre Nichols était en sous-poids en raison de la maladie de Crohn, pesant environ 145 livres (66 kg) pour une taille de 6 pieds 3 pouces (191 cm). La famille a également retenu les services de l'avocat Antonio Romanucci.

### Policiers

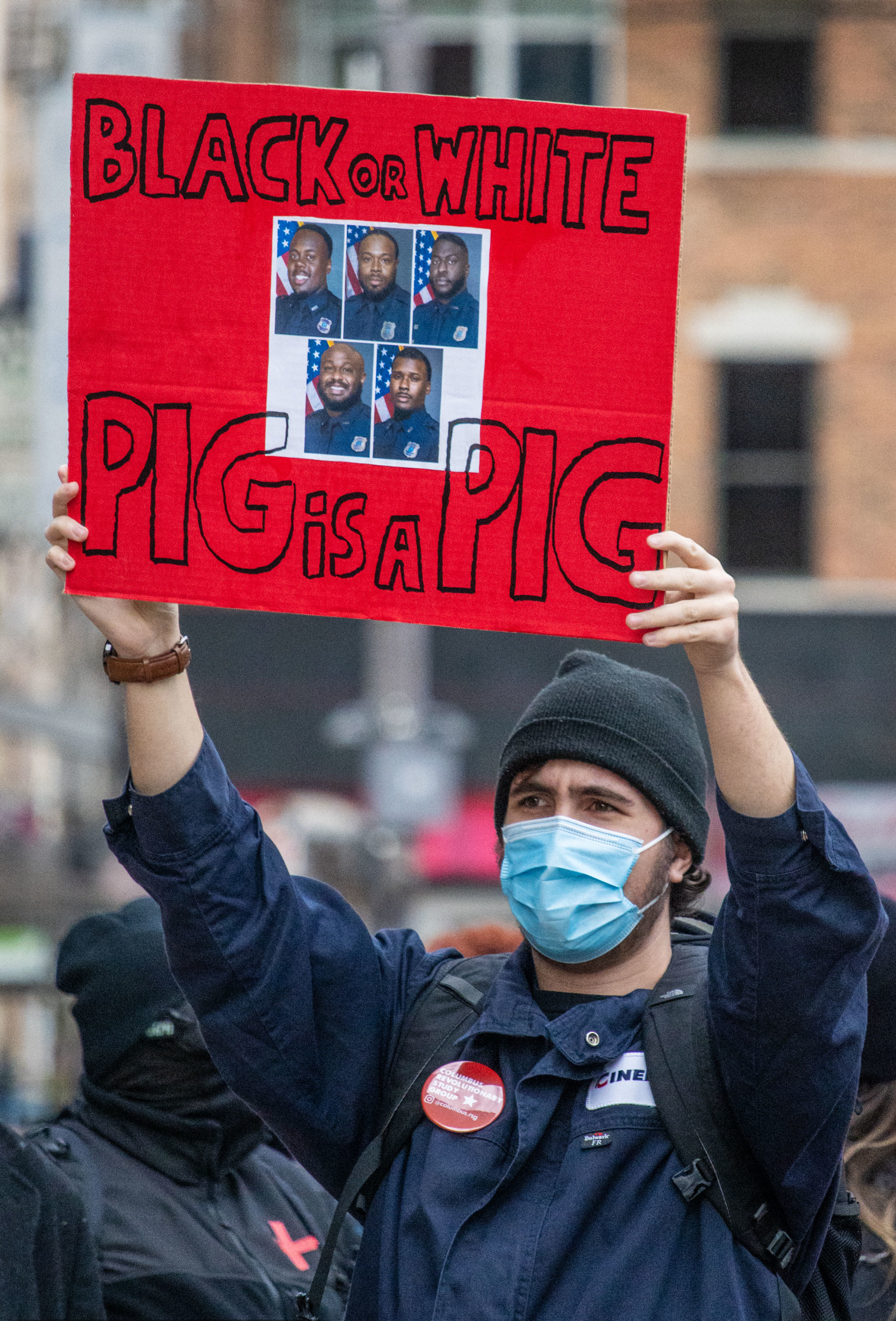
Photos des cinq policiers impliqués sur une pancarte brandie par un manifestant, sur laquelle est écrit « Noir ou blanc, un porc est un porc ».

Les cinq policiers noirs impliqués avaient chacun entre trois et six ans d'expérience,,. Certains étaient membres de l'unité de police spécialisée dans les points chauds, composée de 30 personnes, connue sous le nom de Scorpion (Street Crimes Operation to Restore Peace In Our Neighborhoods), un groupe d'agents sous couverture réuni en octobre 2021 en tant qu'équipe d'intervention pour faire face aux crimes graves,. Les agents Scorpion conduisaient des voitures banalisées et étaient habillés en civil, portant des gilets pare-balles marqués "POLICE". 
- Tadarrius Bean, 24 ans, le plus jeune des cinq, a été engagé par la police de Memphis en août 2020[18]

- Demetrius Haley, 30 ans, un ancien gardien de prison, a été embauché par la police de Memphis en 2020[19].
- Emmitt Martin III, 30 ans a été embauché par la police de Memphis en mars 2018[20].
- Desmond Mills Jr,, 32 ans, ancien geôlier dans le Mississippi et le Tennessee et le plus âgé des cinq, a été embauché par la police de Memphis en mars 2017[21].
- Justin Smith, 28 ans, a été embauché par la police de Memphis en mars 2018[22].

L'unité est démantelée fin janvier 2023, le lendemain de la diffusion publique des vidéos montrant le tabassage.

## Faits

### Déroulement
Nichols se trouvait à deux minutes de son domicile lorsqu'il a été arrêté par la MPD à 20 h 24 le 7 janvier 2023. Les images des caméras corporelles montrent que la voiture de Nichols était arrêtée dans la voie de virage à gauche sur Raines Road, près de l'intersection avec Ross Road, avec des véhicules de police entourant sa voiture sur trois côtés. Les images des caméras corporelles montrent également que « l'on peut entendre les officiers parler de sa conduite présumée, de ses "embardées" et du fait qu'il a failli heurter l'un d'entre eux ». La vidéo de la caméra corporelle publiée par la ville de Memphis le 27 janvier ne « montre aucune activité antérieure à celle d'un officier répondant à un arrêt en cours... ». 
Lors du contrôle routier, les officiers ont sorti Nichols de sa voiture alors qu'il disait : « Je n'ai rien fait." Un officier a crié : "Mets-toi à terre, putain... Je vais te taser le cul. ». Les officiers ont poussé Nichols au sol. Vers 20 h 25, une lutte s'est engagée entre les officiers et Nichols ; ils ont tenté de forcer Nichols à se coucher à plat ventre sur le sol et à mettre les mains derrière le dos, tout en le menaçant, en criant des jurons et en utilisant du gaz poivré et un taser sur lui. Le gaz poivre a également touché plusieurs des autres officiers. Finalement, Nichols s'est libéré et a couru vers le sud sur Ross Road, où il a été poursuivi par au moins deux officiers. Deux autres unités de police sont arrivées sur les lieux de l'arrêt de la circulation vers 20 h 29. Des images montrent qu'un agent resté sur les lieux de l'arrêt de la circulation a déclaré : « J'espère qu'ils vont lui botter le cul ».
Les agents ont rattrapé Nichols à 20 h 33 à l'angle de Castlegate Lane et Bear Creek, soit à environ 800 mètres de l'arrêt initial. Il a ensuite été battu pendant trois minutes supplémentaires. Les images de la caméra corporelle montrent un officier criant à Nichols : « Je vais te frapper avec une matraque ». Après cela, les officiers ont tiré Nichols en position debout et lui ont attaché les mains ; pendant ce temps, Nichols a été frappé à plusieurs reprises au visage par les officiers, et finalement, il est tombé en position agenouillée. Dans la minute suivante, Nichols a reçu un coup de pied d'un officier. La vidéo montre au moins cinq coups de poing au visage de Nichols. Le New York Times rapporte que Nichols a crié à plusieurs reprises pour sa mère et pendant le passage à tabac.
À 20 h 37, Nichols était menotté et mou ; les officiers l'ont appuyé contre le côté d'une voiture de police. Après que Nichols ait été mis à terre, les officiers impliqués se sont réunis et ont partagé leurs histoires sur l'arrestation. Un officier s'est vanté : « Je le frappais avec des haymakers directs, mec », tandis qu'un autre s'est exclamé : "J'ai sauté, j'ai commencé à le bercer.".
Les médecins sont arrivés vers 20 h 41, mais n'ont commencé à aider Nichols que 16 minutes plus tard. Une ambulance est arrivée à 21 h 02 et a emmené Nichols à l'hôpital St. Francis à 21 h 18 après qu'il s'est plaint d'avoir le souffle court.
Sur place, des séquences vidéo ont montré que les officiers ont donné au moins 71 ordres en 13 minutes ; le New York Times a décrit les ordres comme étant « souvent simultanés et contradictoires », « parfois même impossibles à respecter », citant un exemple où l'officier qui a frappé Nichols avec une matraque criait « Donne-nous tes mains ! », mais un autre officier était déjà en train de manipuler le bras menotté de Nichols ; puis quand un officier a crié : « Donne-moi tes putains de mains ! », Nichols avait un officier qui lui coinçait les bras derrière le dos, un deuxième officier qui lui tenait le poignet menotté, et un troisième officier qui frappait Nichols au visage.
Le 8 janvier, le département a déclaré que l'arrêt de la circulation de Nichols était dû à une conduite dangereuse,. Le 27 janvier, le chef de la police de Memphis, Cerelyn J. Davis, a déclaré que son département avait examiné les images, y compris celles des caméras corporelles concernant l'arrêt de la circulation et l'arrestation, afin de « déterminer quelle était la cause probable et nous n'avons pas été en mesure de la justifier - .... Cela ne signifie pas que quelque chose ne s'est pas produit, mais il n'y a pas de preuve »,,.
Nichols est mort à l'hôpital le 10 janvier.

## Enquêtes criminelles

### Rapport de police
Un rapport de police a été rédigé deux heures après que Nichols ait été battu. Le rapport de police affirme que lors de la première rencontre, Nichols était furieux et transpirait abondamment lorsqu'il a quitté son véhicule, qu'il a refusé d'être arrêté, le spray au poivre et un pistolet paralysant Taser étant inefficaces sur Nichols. Pour la deuxième rencontre entre Nichols et la police, le rapport affirme que Nichols a résisté à l'arrestation en s'emparant de la ceinture de service d'un officier et de la veste d'un autre officier, qu'il a ignoré leurs ordres, ce qui a conduit les officiers à utiliser du gaz poivre et à frapper Nichols avec une matraque ; Nichols a finalement été placé en détention après plusieurs ordres verbaux,.
Les vidéos publiées ne corroborent pas l'affirmation du rapport de police selon laquelle Nichols a « commencé à se battre » avec les officiers, ni même qu'il a été violent. Les vidéos publiées ne corroborent pas non plus l'affirmation des officiers selon laquelle Nichols a atteint leurs armes. Seth Stoughton, professeur de droit et expert en usage de la force, a noté qu'un officier crie généralement immédiatement s'il voit un suspect tendre une arme, et aucun ne l'a fait dans les vidéos de leurs combats avec Nichols. Le rapport de police initial n'indiquait pas que les officiers avaient donné des coups de poing et des coups de pied à Nichols.

### Autopsie
Aucun certificat de décès avec une cause officielle de décès pour Nichols ou un rapport d'autopsie officiel n'a été émis par le bureau du médecin légiste du comté de Shelby au 1er février 2023.
Les résultats préliminaires d'une autopsie commandée par sa famille ont révélé que Nichols « a souffert d'une hémorragie excessive causée par un violent passage à tabac »,,.

### Poursuites pénales
Le 7 janvier, le procureur du comté de Shelby, Steve Mulroy, a demandé au Tennessee Bureau of Investigation d'enquêter sur les allégations d'usage excessif de la force lors de l'arrestation.
Le 15 janvier, le service de police de Memphis a annoncé que les officiers impliqués feraient l'objet de mesures administratives. Le ministère de la Justice des États-Unis et le Federal Bureau of Investigation (FBI) ont également ouvert une enquête sur les droits civils. Le 20 janvier, la police de Memphis a annoncé que les cinq officiers seraient licenciés,,.
Le 24 janvier, les cinq officiers ont été arrêtés et inculpés de meurtre au deuxième degré, d'agression aggravée, d'enlèvement aggravé, de faute professionnelle et d'oppression officielle,. Au 27 janvier, les cinq hommes ont payé leur caution et ont été libérés, selon les registres de la prison du comté de Shelby.
Le 24 janvier, deux ambulanciers du Memphis Fire Department (en) qui se trouvaient sur les lieux ont été relevés de leurs fonctions sans autre explication. Une semaine plus tard, trois employés du service des incendies de Memphis ont été licenciés - les deux techniciens médicaux d'urgence et un lieutenant - pour avoir omis d'évaluer et de traiter correctement un patient, ce qui constitue une violation des politiques et procédures,.
Le 30 janvier, les autorités ont annoncé que deux autres officiers de police, Preston Hemphill et un officier non identifié, avaient également été relevés de leurs fonctions,.
La famille de Nichols a retenu les services des avocats Benjamin Crump et Antonio Romanucci.

### Accusations du grand jury
Le 26 janvier, le Grand Jury de l'État du Tennessee a inculpé les cinq officiers de la MPD et a présenté les conclusions suivantes : meurtre au deuxième degré ; agression aggravée ; enlèvement aggravé ; enlèvement aggravé avec une arme mortelle ; faute officielle, porter atteinte à autrui ; faute professionnelle, s'abstenir d'accomplir un devoir imposé par la loi ; oppression officielle.

## Réaction

### Manifestations
Le 27 janvier, les images de l'incident filmées par les caméras de la police ont été rendues publiques. Le chef de la police Davis a déclaré que les responsables avaient intentionnellement « décidé qu'il serait préférable de diffuser la vidéo plus tard dans la journée, après que les écoles soient fermées et que les gens soient rentrés chez eux », en raison de l'inquiétude suscitée par les troubles civils qui pourraient survenir après la diffusion.

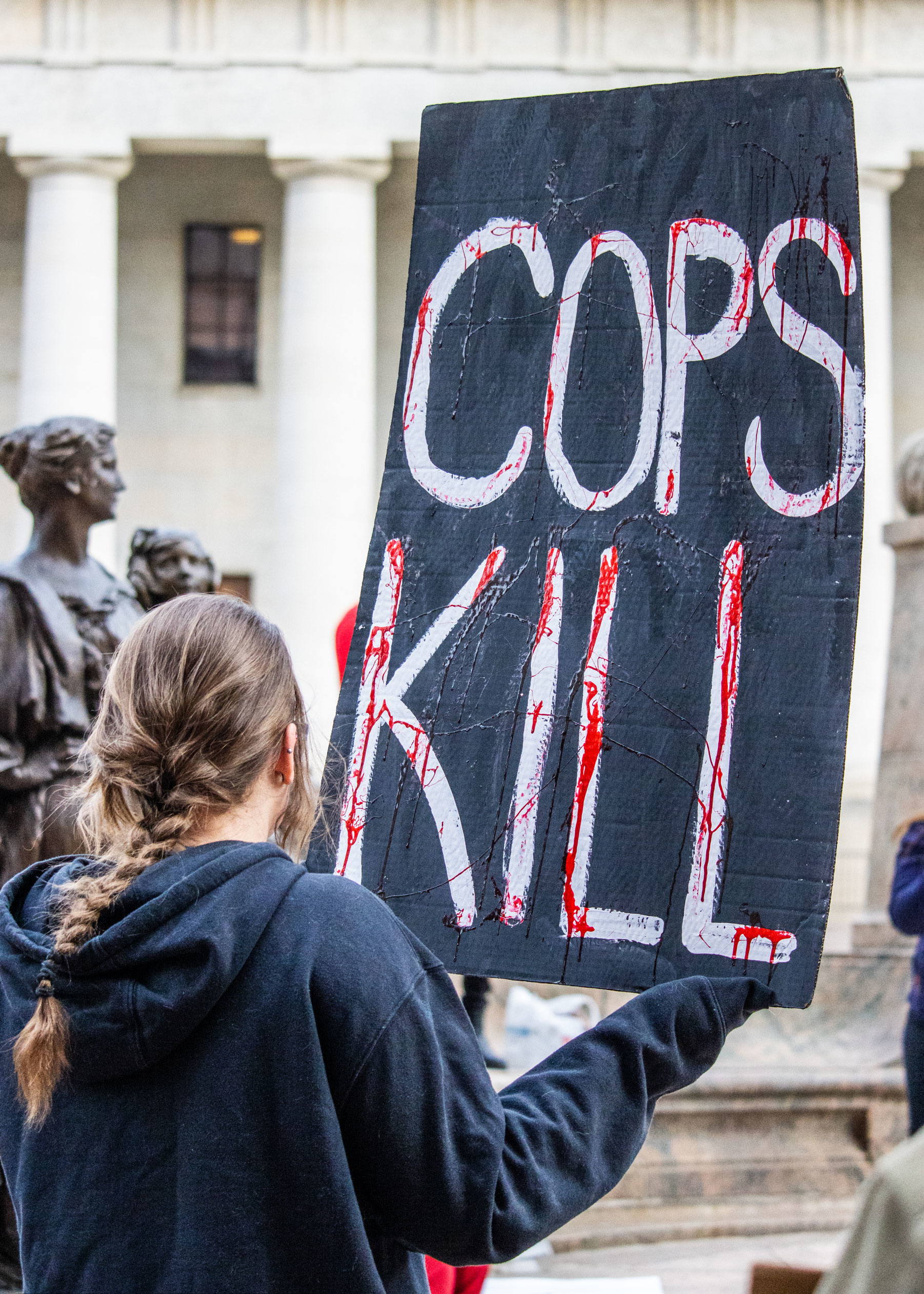
Manifestation à Columbus dans l'Ohio.

Après la diffusion de la vidéo, des manifestants à Memphis ont bloqué la circulation sur l'Interstate 55. Le 28 janvier, des manifestations avaient également eu lieu à New York, Chicago, Washington, DC, Philadelphie, Los Angeles, Portland, Atlanta, San Francisco, Boston, Baltimore et Newark,.

### Autres réactions

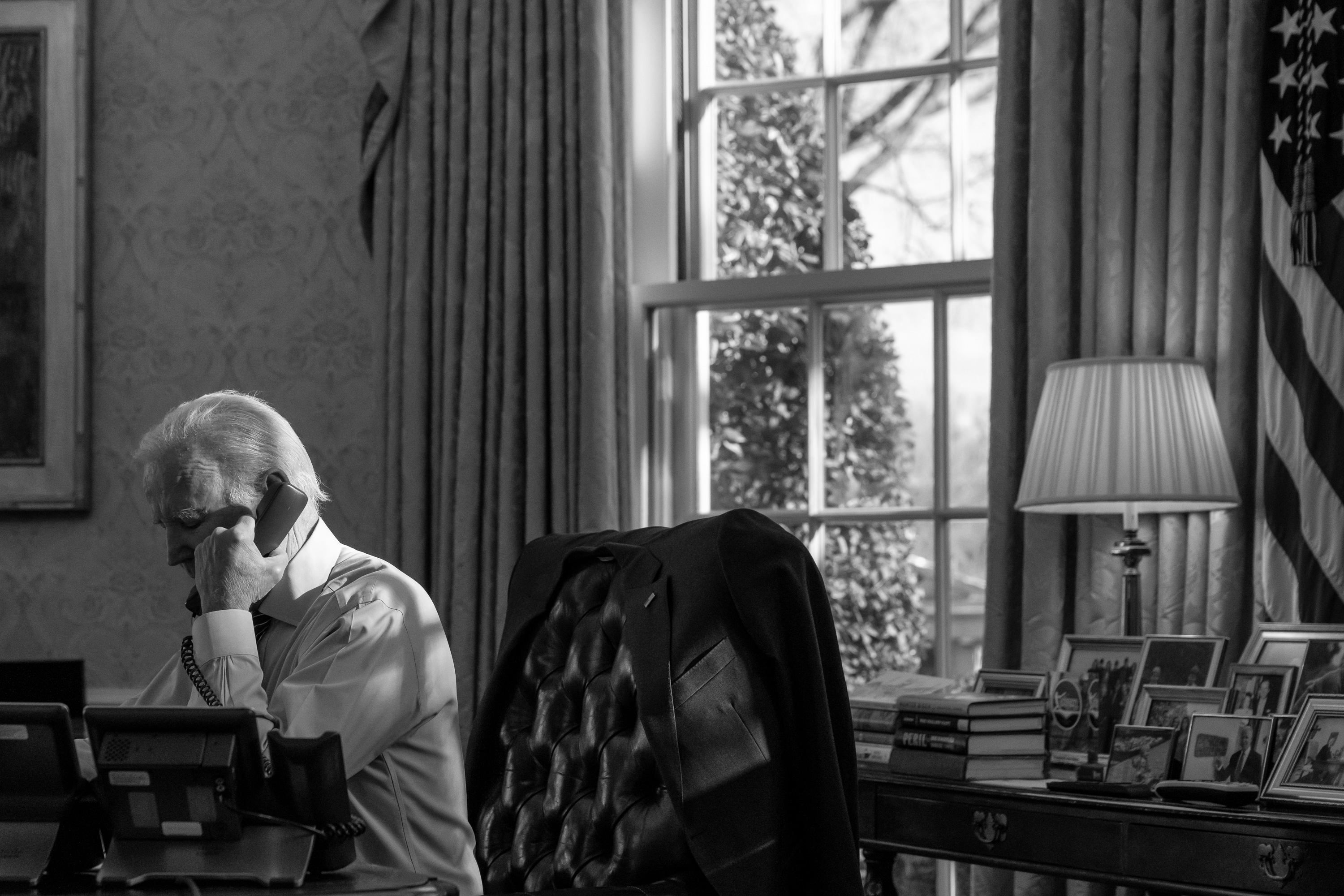
Le président Joe Biden appelle Row Vaughn et Rodney Wells, la mère et le beau-père de Tyre Nichols et leur avocat Benjamin Crump, le 27 janvier 2023, dans le bureau ovale.

Le président américain Joe Biden s'est entretenu avec la famille Nichols et s'est joint à leur appel à la protestation pacifique,,. Biden a également dit à la famille qu'il renouvellerait ses efforts auprès du Congrès pour faire adopter la loi George Floyd Justice in Policing Act afin de lutter contre les abus de la police.
Le jour de la diffusion de la vidéo, le directeur du FBI, Christopher A. Wray, s'est dit consterné par la vidéo, et Patrick Yoes, le président national de l'Ordre fraternel de la police, a publié une déclaration selon laquelle " l'événement tel qu'il nous a été décrit ne constitue pas un travail de police légitime ou un contrôle routier qui a mal tourné. Le maire de New York, Eric Adams, a déclaré à la presse que la Maison-Blanche l'avait informé, ainsi que d'autres maires, de la vidéo avant sa diffusion et qu'elle « déclencherait la douleur et la tristesse chez beaucoup d'entre nous. Elle nous mettra en colère ».
Une minute de silence a été observée pour Nichols avant le match de basket-ball de la NBA à Minneapolis au Target Center le 27 janvier entre les Grizzlies de Memphis et les Timberwolves du Minnesota. 
La Legal Aid Society de New York a publié une déclaration dans laquelle on peut lire : « Nous devons continuer à nous interroger sur le rôle de la police dans la société, car ces incidents se reproduisent fréquemment, et beaucoup d'autres se produisent en permanence sans être captés par les caméras corporelles[pas clair] ». Le 29 janvier, le président du Comité judiciaire du Sénat, Dick Durbin, a déclaré : « Nous avons besoin d'une conversation nationale sur le maintien de l'ordre d'une manière responsable, constitutionnelle et humaine. Ces hommes et ces femmes qui portent un badge le mettent chaque jour et risquent leur vie pour nous. Je le sais, mais nous voyons aussi dans ces vidéos des comportements horribles de ces mêmes officiers dans des situations inacceptables. ».
La Black Lives Matter Global Network Foundation a publié une déclaration selon laquelle « Bien que les médias aient passé beaucoup de temps à attirer l'attention sur le fait que les policiers étaient noirs, comme si cela était important, soyons clairs : tous les policiers représentent les intérêts du capitalisme et encouragent la violence sanctionnée par l'État. Quiconque travaille dans un système qui perpétue la violence sanctionnée par l'État est complice du maintien du suprémacisme blanc. ».

## Suites
Sur les réseaux sociaux, une campagne #SunsetsForTyre affiche des images de couchers de soleil en l'honneur de Nichols. Une collecte de fonds GoFundMe a été créée par des membres de la famille de Nichols, qui déclare : « Nous voulons construire un skate park commémoratif pour Tyre, en l'honneur de son amour pour le skate et les couchers de soleil » et, au 29 janvier, avait recueilli près d'un million de dollars américains.
Le soir du 31 janvier 2023, une cérémonie et une conférence de presse avec la famille de Nichols ont eu lieu à l'église Mason Temple de Memphis, où Martin Luther King Jr a prononcé son dernier discours « I've Been to the Mountaintop » en 1968. Les funérailles de Nichols ont eu lieu le lendemain à l'église chrétienne Mississippi Boulevard de Memphis. Pendant le service, la vice-présidente américaine Kamala Harris et le révérend Al Sharpton ont appelé à l'approbation de la loi George Floyd Justice in Policing Act et d'autres réformes de la police.
Le représentant américain Steven Horsford a invité les parents de Nichols à assister au discours sur l'état de l'Union prononcé par le président Joe Biden en 2023. Le président Biden a évoqué la difficulté qu'ont les familles noires et brunes à préparer leurs enfants à des confrontations avec la loi. Par exemple, le président Biden a déclaré que ces familles disent à leurs enfants que lorsqu'« un policier vous arrête, allumez vos lumières intérieures. Ne cherchez pas votre permis. Gardez vos mains sur le volant ».
Selon le président Biden, la mère de Nichols lui a dit que son fils était « une belle âme et que quelque chose de bon sortira de tout cela ». Le président Biden a déclaré que la société devrait « donner aux forces de l'ordre la formation dont elles ont besoin, leur imposer des normes plus élevées et les aider à réussir à assurer la sécurité de tous ».